# Копилан
„Копилан” је југословенски ТВ филм из 1979. године. Режирао га је Никола Лоренцин а сценарио је написао Лазар Бојановић.

## Улоге
| Глумац       | Улога   |
| ------------ | ------- |
| Никола Симић | Благоје |